# Rheinland-Pfalz-Biwak
Das Rheinland-Pfalz-Biwak ist eine Biwakschachtel der Sektion Mainz des Deutschen Alpenvereins. Es liegt auf dem 3252 m ü. A. hohen Wassertalkogel im Geigenkamm der Ötztaler Alpen, etwas unterhalb und westlich des Gipfels in einer Höhe von 3247 m ü. A. und bietet neun Personen Platz, mit zwei zusätzlichen Notlagern. Sie dient als Notunterkunft bei der Begehung des Mainzer Höhenwegs.
Der frühe Polybiwak-Bau nach Helmut Ohnmacht (* 1939) mit einer außen orange gefärbten Glasfaserpolyester-Doppelhülle mit PU-Schaumkern wurde im Jahr 1973 errichtet. Von der 2 × 2 m großen Bodenplatte kragen 8 Wandmodule 90 cm weit und 4 Eckmodule aus. In jedem Wandmodulpaar – nicht jedoch an der Seite mit der Eingangstür – liegen 3 Schlafplätze mit etwa 196 × 83 cm Liegefläche übereinander.

## Zustiege
- Von der Rüsselsheimer Hütte, östlich oberhalb von Plangeross über das Weißmaurachjoch südlich in einer Gehzeit von etwa 5½ Stunden zum Biwak
- Von der südlich gelegenen Braunschweiger Hütte über den Mainzer Höhenweg über das Pitztaler Jöchl oder über den Franz-Auer-Steig in knapp 5 Stunden
- Vom Parkplatz am Rettenbachferner über den Mainzer Höhenweg in 4½ Stunden

Auch bei Skitouren vom Rettenbachferner aus über das Pollesjoch zum Pollestal sowie vom Wassertalkogel oder dem Puitkogel kann das Biwak erreicht werden.

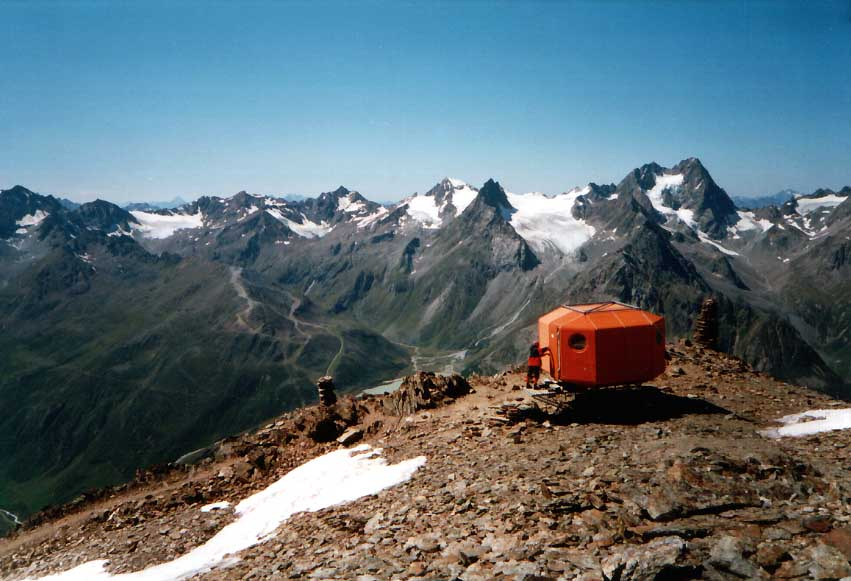
Das Rheinland-Pfalz-Biwak am Mainzer Höhenweg
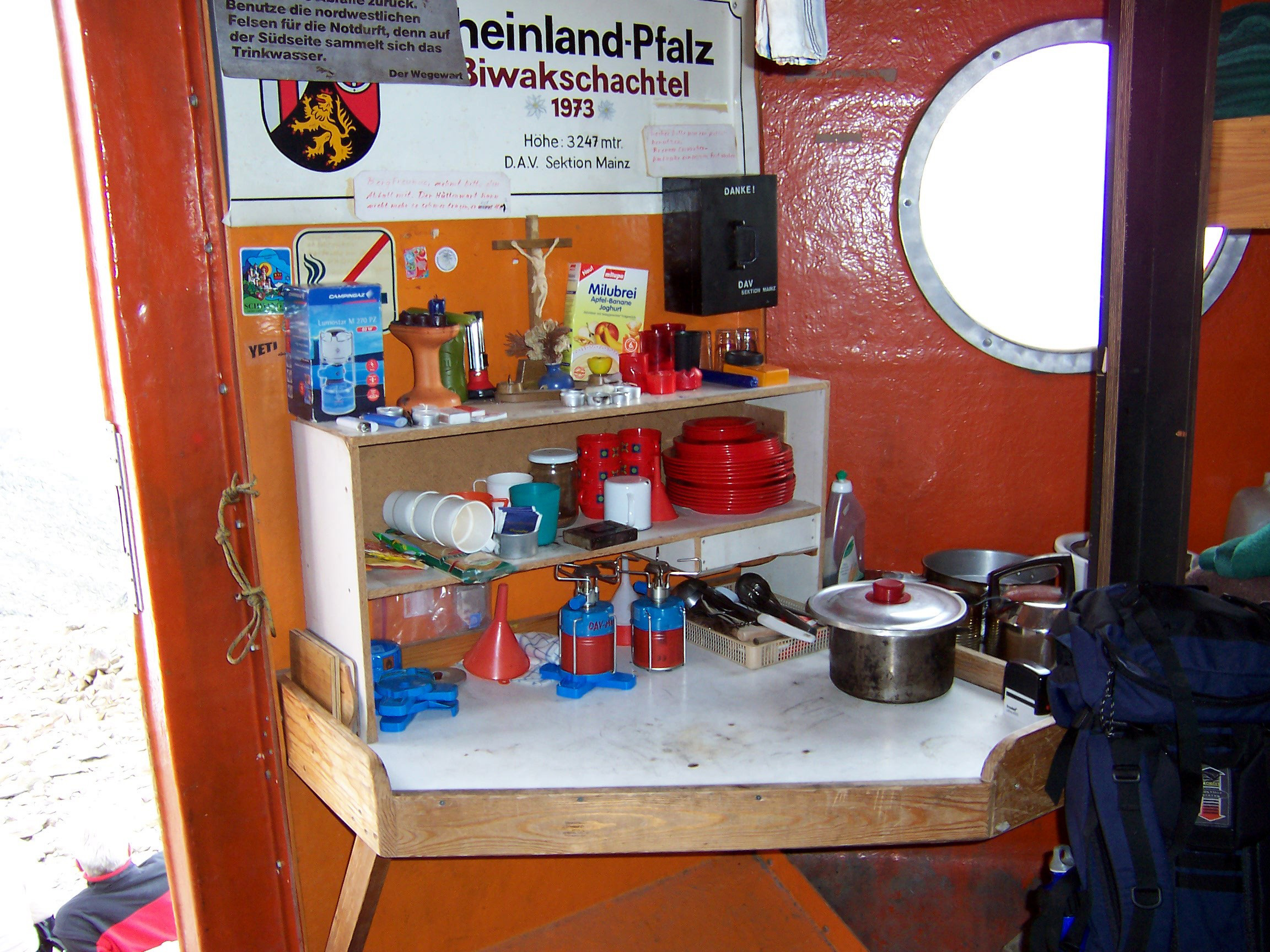
Die Kochecke des Biwaks
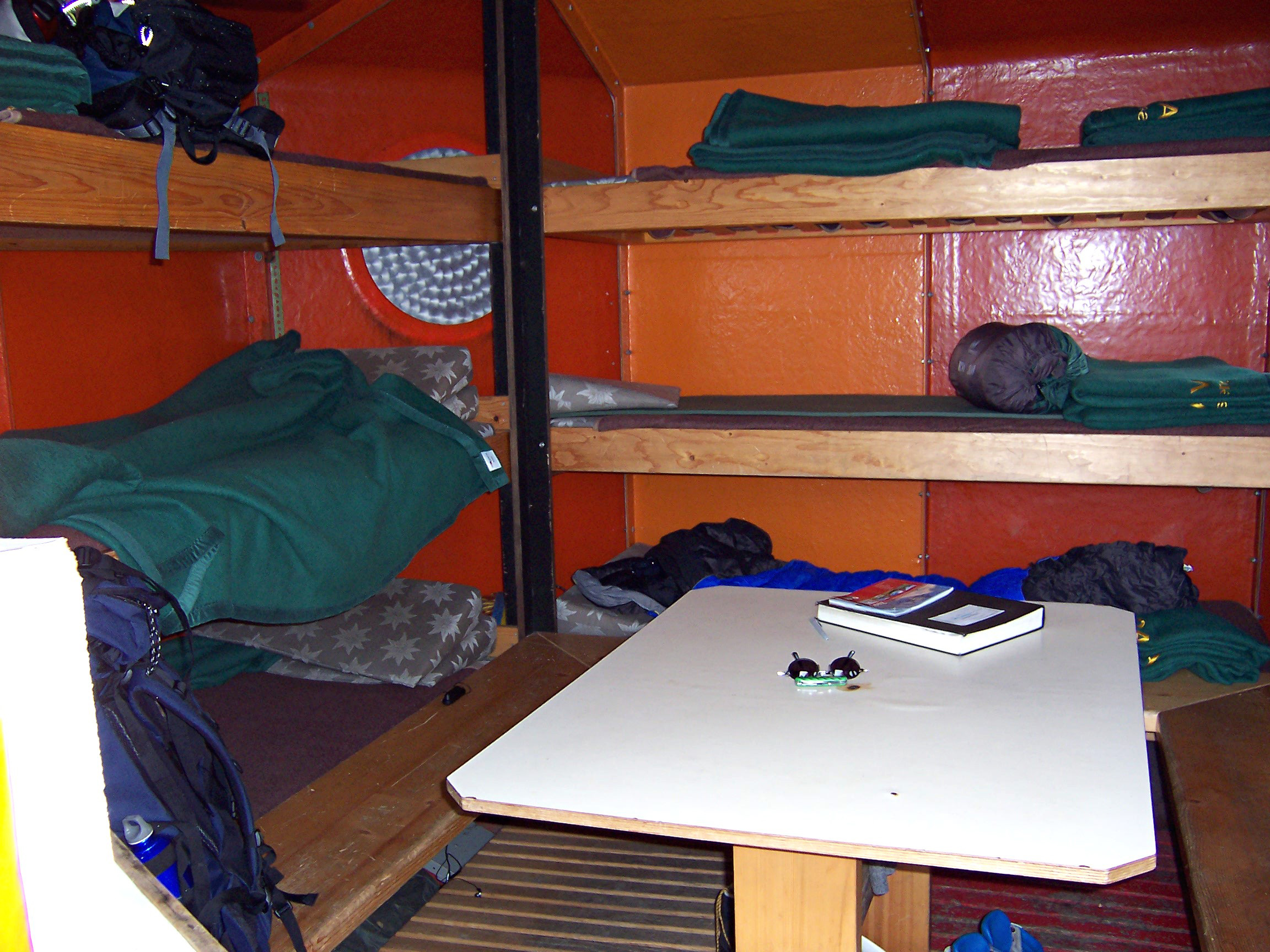
Innenraum